# Klute
Klute (en España), El pasado me condena  (en Argentina) o Mi pasado me condena  (en México y en Venezuela) es una película estadounidense de 1971 dirigida por Alan J. Pakula y con Jane Fonda y Donald Sutherland en los papeles principales.
La película fue galardonada con varios premios cinematográficos estadounidenses y uno internacional.

## Argumento
Trata de la historia de una prostituta que colabora con un detective en la solución de un caso.

## Reparto
- Jane Fonda: Bree Daniels
- Donald Sutherland: John Klute
- Charles Cioffi: Peter Cable
- Roy Scheider: Frank Ligourin
- Dorothy Tristan: Arlyn Page
- Rita Gam: Trina
- Nathan George: Trask
- Anthony Holland: Agente teatral
- Richard B. Shull: Sugarman

En papeles menores aparecen Sylvester Stallone, Harry Reems, Richard Jordan, Veronica Hamel y Kevin Dobson.

## Premios
- Premio Oscar 1972: a la mejor actriz principal (Jane Fonda).
- Premio Globo de Oro 1972: a la mejor actriz cinematográfica – Drama (Jane Fonda).
- Premio KCFCC 1972: a la mejor actriz.
- Premio NYFCC 1971: a la mejor actriz (Jane Fonda).
- Premio NSFC 1972: a la mejor actriz (Jane Fonda).
- Premio Fotogramas de Plata 1973: a la mejor intérprete de cine extranjero (Jane Fonda).